# Județ de Vaslui
Vaslui est un județ situé en Moldavie roumaine.
Le chef-lieu est Vaslui.

## Liste des municipalités, villes et communes
Le județ compte trois municipalités, deux villes et 81 communes.

### Municipalités
(population en 2011)
- Vaslui (55 407)
- Bârlad (55 837)
- Huși (26 266)

### Villes
(population en 2011)
- Negrești (8 380)
- Murgeni (7 119)

### Communes
- Albești
- Alexandru Vlahuță
- Arsura
- Banca
- Băcani
- Băcești
- Bălteni
- Berezeni
- Blăgești
- Bogdana
- Bogdănești
- Bogdănița
- Boțești
- Bunești-Averești
- Ciocani
- Codăești
- Coroiești
- Costești
- Cozmești
- Crețești
- Dănești
- Deleni
- Delești
- Dimitrie Cantemir
- Dodești
- Dragomirești
- Drânceni
- Duda-Epureni
- Dumești
- Epureni
- Fălciu
- Ferești
- Fruntișeni
- Găgești
- Gârceni
- Gherghești
- Grivița
- Hoceni
- Iana
- Ibănești
- Ivănești
- Ivești
- Laza
- Lipovăț
- Lunca Banului
- Mălușteni
- Miclești
- Muntenii de Jos
- Muntenii de Sus
- Oltenești
- Oșești
- Pădureni
- Perieni
- Pochidia
- Pogana
- Pogonești
- Poienești
- Puiești
- Pungești
- Pușcași
- Rafaila
- Rebricea
- Roșiești
- Solești
- Stănilești
- Ștefan cel Mare
- Șuletea
- Tăcuta
- Tanacu
- Tătărăni
- Todirești
- Tutova
- Văleni
- Vetrișoaia
- Viișoara
- Vinderei
- Voinești
- Vulturești
- Vutcani
- Zăpodeni
- Zorleni

## Politique
| Parti | Parti                                      | Sièges |
| ----- | ------------------------------------------ | ------ |
|       | Parti social-démocrate (PSD)               | 14     |
|       | Parti national libéral (PNL)               | 12     |
|       | Union sauvez la Roumanie (USR)             | 3      |
|       | Alliance des libéraux et démocrates (ALDE) | 3      |
|       | Pro Romania (PRO)                          | 2      |

## Tourisme
- Liste des musées du județ de Vaslui